# Fokker F.VII
Фоккер F.VII (нидерл. Fokker F.VII) — пассажирский самолёт фирмы Fokker. 
Разработан фирмой Антона Фоккера. Первый полёт состоялся в 1924 году. Были построены модификации — F.VIIa, F.VIIb-3m. Самолёт Fokker F.VII представляет собой трёхмоторный высокоплан классической схемы. Фирмой Fokker и по лицензии построено несколько десятков самолётов. На этом самолёте был совершён первый перелёт женщины через Атлантику (в качестве пассажира). Первый в мире самолёт, преодолевший 80% пути до Севeрного полюса.

## История создания

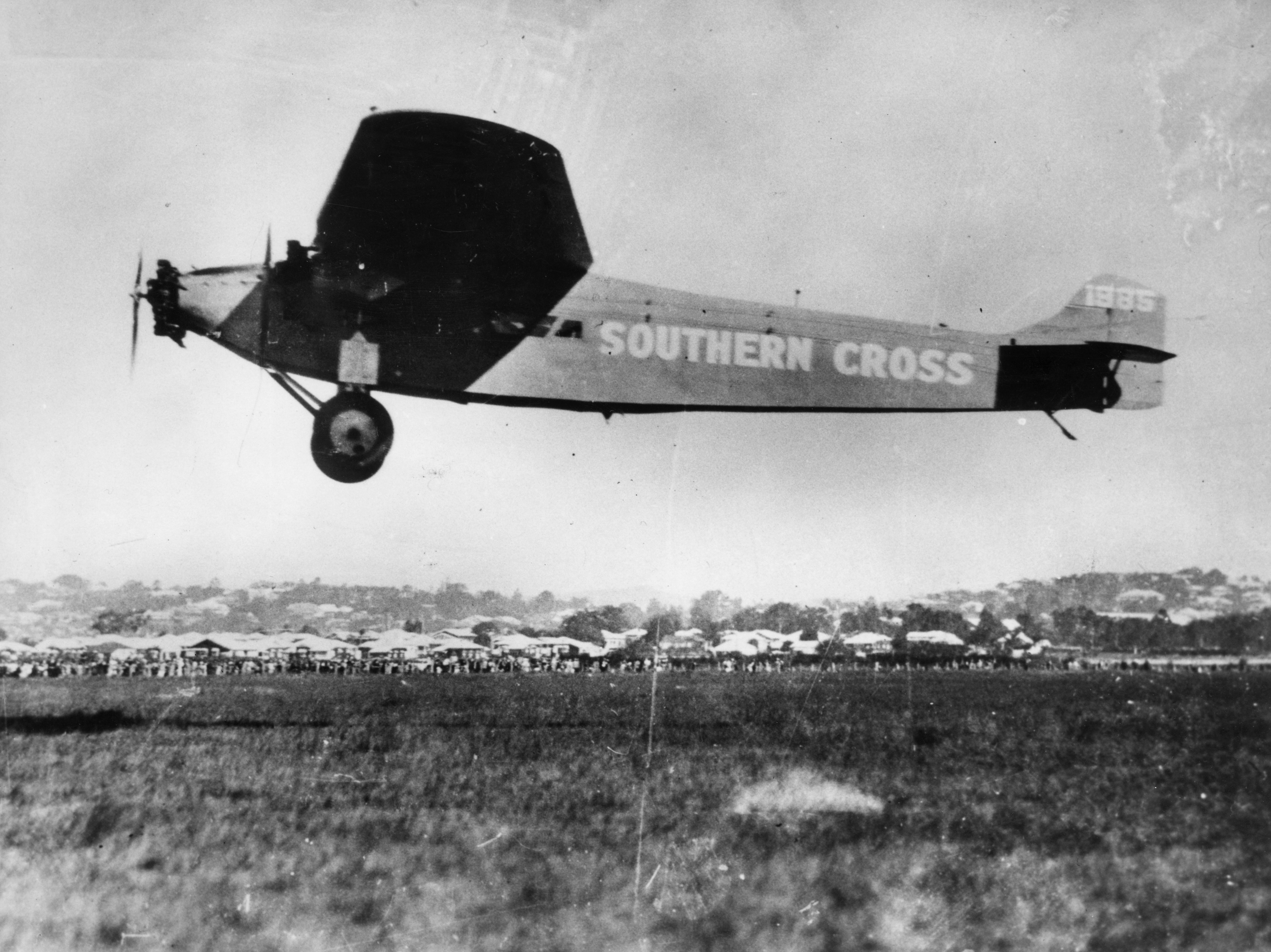
Рекордный F.VII «Южный крест», совершивший в 1928 году перелёт из США в Австралию

С развитием воздушных сообщений возросла потребность в самолёте с большой дальностью и вместимостью. В декабре 1923 года голландский предприниматель Антони Фоккер заключил контракт с авиакомпанией KLM на создание 8-местного самолёта с большой дальностью. Одно из условий контракта: моноплан без подкосов, с компактным двигателем и  шасси. Самолёт проектировался группой конструкторов во главе с инженером Вальтером Ретелем.
При проектировании нового самолёта за базу был взят самолёт F.5. Новый самолёт был построен в январе 1924 года и получил название F.VII. Первый полёт состоялся 11 апреля 1924 года. Испытания прототипа проводились совместно с пилотами авиакомпании KLM. Летом проходила опытная эксплуатация самолёта на наиболее загруженных маршрутах авиакомпании.
Осенью 1924 года F.VII совершил перелёт из Амстердама в Ботавию (Джакарта, Индонезия), где выдержал интенсивный непрерывный облёт самолёта в течение 27 дней в тропическом климате. В июне 1925 года авиакомпания KLM  начала коммерческую эксплуатацию первого прототипа. К этому времени было построено ещё четыре самолёта.
По результатам эксплуатации первого прототипа на последующих серийных самолётах заменили двигатели, деревянный воздушный винт заменили на металлический, в потолке салона сделали аварийные люки. Фирма Mutters на каждом самолёте выполняла индивидуальную отделку салона.
Опыт эксплуатации первых экземпляров F.VII подсказал конструкторам путь к улучшению его лётных данных и большей коммерческой привлекательности. Модернизированный вариант F.VIIa с удлинённым фюзеляжем, закрытой пилотской кабиной и отапливаемым салоном поднялся в воздух 12 марта 1925 года. На F.VIIa было заново спроектировано крыло, оно стало меньшего размаха, изменилось вертикальное оперение. Уменьшили количество подкосов основных опор шасси, снизив тем самым лобовое сопротивление самолёта. Новое шасси облегчало посадку самолёта на необорудованные аэродромы.
В процессе испытаний самолёт показал хорошую управляемость и был установлен мировой рекорд по длительности полёта с грузами 1000 кг и 1500 кг. F.VIIa получил возможность перевозить до восьми пассажиров, максимальная скорость возросла до 190 км/ч. Компания "Fokker" построила 42 самолёта F.VIIa. Основным заказчиком была авиакомпания KLM в ней самолёт использовался как в пассажирском, так и в грузовом варианте.  Самолёт эксплуатировался в Чехословакии, Дании, Голландии, Франции, Венгрии, Польше и Швейцарии. F.VIIa с двигателями разного типа изготавливался про лицензии в нескольких странах. Прочные и надёжные самолёты эксплуатировались там долго и успешно. Самолёт эксплуатировался в авиакомпаниях до начала Второй Мировой войны, а в военные годы часть самолётов попали в военно-транспортную авиацию.
Летом 1924 года авиакомпания KLM сформировала новые требования к самолету F.VIIa: пассажировместимость должна быть увеличена до десяти пассажиров и самолет должен продолжать горизонтальный полет при отказе двигателя. При разработке новой модификации было принято решение использовать три двигателя, размещенных в одной плоскости - один двигатель в носовой части, а два других смонтировали на подкосах между опорами шасси и крылом. Модификация получила название F.VIIa-3m.  Первый трёхмоторный F.VIIa-3m поднялся в воздух в сентябре 1925 года. После проведения успешных испытаний самолет разобрали и доставили морем в США для участия в показательных соревнованиях. После победы на этих соревнованиях, самолет купили для арктической экспедиции  Ричарда Бэрда. В мае 1926 года самолет впервые в мире пролетел над Северным полюсом. Пилотам досталась слава, а самолет получил дополнительные козыри в борьбе с конкурентами. Лишь через пятьдесят лет стало известно, что пилоты полюса не достигли.

## Серийное производство
Для авиакомпании KLM было изготовлено 11 самолетов, плюс четыре самолета построила сама авиакомпания. В авиакомпании самолет эксплуатировался как в пассажирском, так и в грузовом варианте. Семь самолетов заказала французская авиакомпания CIDNA, шесть польская LOT. Самолеты строили и для других европейских авиакомпаний.
Изначально F.VIIa-3m серийно изготавливался в Голландии. После успешной презентации самолета в США Антони Фоккер основал американский филиал компании Fokker, Atlantic Aircraft Corporation, где было организовано серийное производство F.VIIa-3m. Были заключены соглашения о лицензионном производстве самолета бельгийской компанией SABCA, чехословацкой AVIA, итальянской Meridionali и британской A.V.Roe, самолет также выпускался в Польше.

## Конструкция

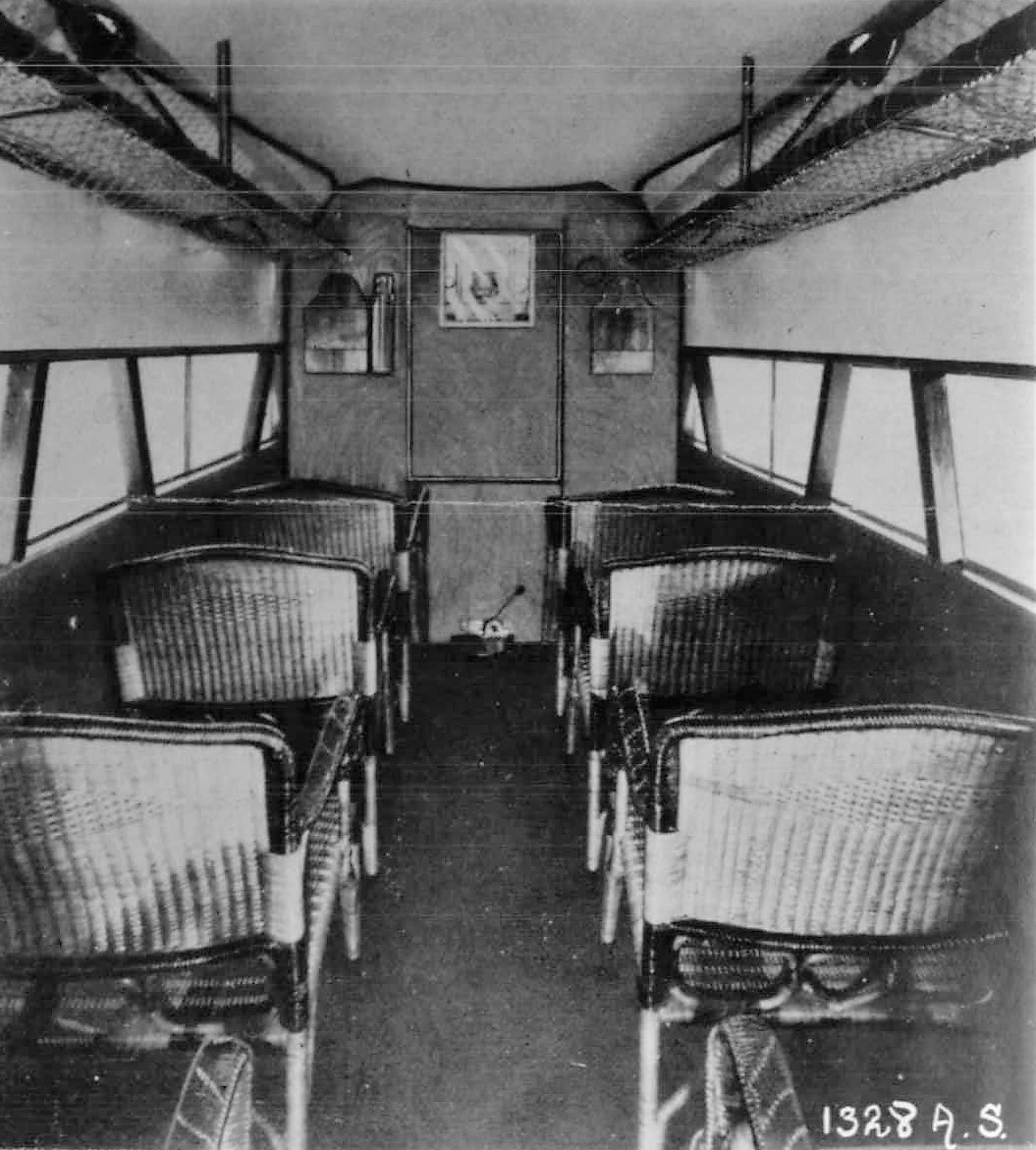
Интерьер салона

Fokker F.VII средний транспортный самолет, одномоторный высокоплан классической схемы.
- Фюзеляж – типа монокок прямоугольного сечения. Силовой каркас фюзеляжа – пространственная рама, сваренная из стальных труб. Обшивка – полотно, натянутое на каркас. Передняя часть фюзеляжа – мотоотсек, обшитый листовым алюминием. За мотоотсеком расположена кабина пилота (открытая на F.VII, закрытая на F.VIIa). За кабиной пилота находится пассажирский салон на восемь посадочных мест. Плетенные пассажирские кресла расположены по четыре у каждого борта, с проходом посередине. Над креслами сетчатые полки для ручной клади. На потолке аварийный люк.[1]
- Крыло – свободнонесущее высокорасположенное двухлонжеронное толстого профиля. Трапециевидное в плане. Силовой набор – лонжероны и нервюры деревянные. Обшивка из фанеры. Крыло аэродинамически чистое, без распорок и подкосов. Механизация крыла – элероны большой площади сохраняли эффективность на всех скоростях полета.[1].
- Хвостовое оперение – однокилевое с двумя подкосными стабилизаторами. Стабилизаторы в плане трапециевидные, к ним подвешены аэродинамически сбалансированные рули высоты. Руль направления также имеет аэродинамическую компенсацию.
- Шасси – неубираемое двухстоечное с хвостовым костылем или хвостовым колесом. Стойки шасси состоят из трех распорок. Главная распорка крепится к крылу и две к фюзеляжу. Главная распорка телескопическая. Амортизация воздушно-масляная. На каждой стойке по одному колесу. Колеса снабжены тормозами[1].
- Силовая установка – один поршневой 9-цилиндровый звездообразный радиальный двигатель воздушного охлаждения Gnome Rhone Jupiter мощностью 227 л.с. (на самолет устанавливали различные типы двигателей). Моторама крепилась на внутренних подкосах к передней части фюзеляжа. Воздушный винт фиксированного шага применялся двух видов: деревянный четырехлопастный или металлический двухлопастный[1].
- Управление – тросовое. Проводка тросов наружная[1].

## Модификации
F.VIIОдномоторный самолёт с 360 л. с. (260 кВт) Rolls-Royce Eagle или 450 л. с. (330 кВт) Napier Lion, 2 пилота и 8 пассажиров; построено 5. Один из них переделан под 400 л. с. (290 кВт) Bristol Jupiter и ещё два под 480 л. с. (350 кВт) Gnome-Rhône Jupiter VI.
F.VIIa (F.VIIa/1m)Одномоторный самолёт, несколько увеличены габариты, новое шасси и крылья. Первый полёт 12 марта 1925 года. На первом экземпляре стоял 420 л. с. (310 кВт) V-12 Packard Liberty, на последующих 39 F.VIIa в основном звездообразные Bristol Jupiter или Pratt & Whitney Wasp.
F.VIIa/3mМодификация с двумя дополнительными подкрыльевыми двигателями, первый полёт 4 сентября 1925 года. Первые два в целом идентичны модификации F.VIIa, начиная с третьего фюзеляж был длиннее на 31 in (80 cm), звездообразные двигатели 200 hp (149 kW) Wright J-4 Whirlwind. Построено предположительно 18, также многие F.VIIa были доработаны до стандарта F.VIIa/3m.
F.VIIb/3mОсновная серийная версия с увеличенным размахом крыла; всего построено 154 (включая лицензионные).
F.9Американская версия Fokker F.VIIb/3m; выпускавшаяся в США Atlantic Aircraft Corporation.
Fokker F.10увеличенная модификация лайнера Fokker F.VII (12 пассажиров), как и предыдущий выпускался Atlantic Aircraft Corporation.
C-2Военно-транспортная модификация Fokker F.9, 3 звездообразных 220 hp (164 kW) мотора Wright J-5, 2 пилота + 10 пассажиров; 3 построены в 1926 году для Воздушного корпуса Армии США.
C-2AАналогичен предыдущему, увеличен размах крыла, двигатели также Wright J-5; в 1928 году построено 8.
XC-7C-2A, переделанный под 3 330 hp (246 kW) мотора Wright J-6-9. Переименован в C-7 после аналогичной переделки ещё 4 C-2A.
C-7Переделка C-2A Воздушного корпуса под 300 hp (220 kW) моторы Wright R-975. прототип XC-7 и остальные 4 машины C-2A, переименованы в 1931.
C-7A6 серийных C-7 (Wright R-975) с увеличенными крыльями, новым типом хвостового оперения и фюзеляжем по типу коммерческого F.10A.
XLB-2Экспериментальный лёгкий бомбардировщик на базе C-7, 3 410 hp (306 kW) мотора Pratt & Whitney R-1830 Twin Wasp; единственный экземпляр.
TA-1транспортный самолёт для ВМС и КМП США; 3 штуки.
TA-2транспортный самолёт для ВМС США; 3 штуки.
TA-3транспортный самолёт для ВМС США, 3 звездообразных мотора Wright J-6; построен 1.
RA-1Новое обозначение TA-1.
RA-2Новое обозначение TA-2.
RA-3Новое обозначение TA-3.

### Лицензионный выпуск
- SABCA, 29 штук.
- Avia, 18 штук.
- IMAM: 3 трёхмоторных самолёта IMAM Ro.10, с 215-сильными двигателями Alfa Romeo Lynx. 3 построено для Avio Linee Italiane и Ala Littoria.
- Plage i Laśkiewicz. В 1929-1930 гг выпущено 11 F.VIIb/3m и ещё 20 в варианте бомбардировщика (конструктор Ежи Рудлицки).
- 3 построены в Испании.
- Avro, 14 машин под маркой Avro 618 Ten.

## Технические характеристики
- Модификация Fokker F.VII
- Размах крыла, м 19,31
- Длина, м 14,50
- Высота, м 3,90
- Площадь крыла, м² 42,80
- Масса, кг
- пустого снаряжённого 1850
- максимальная взлётная 3600

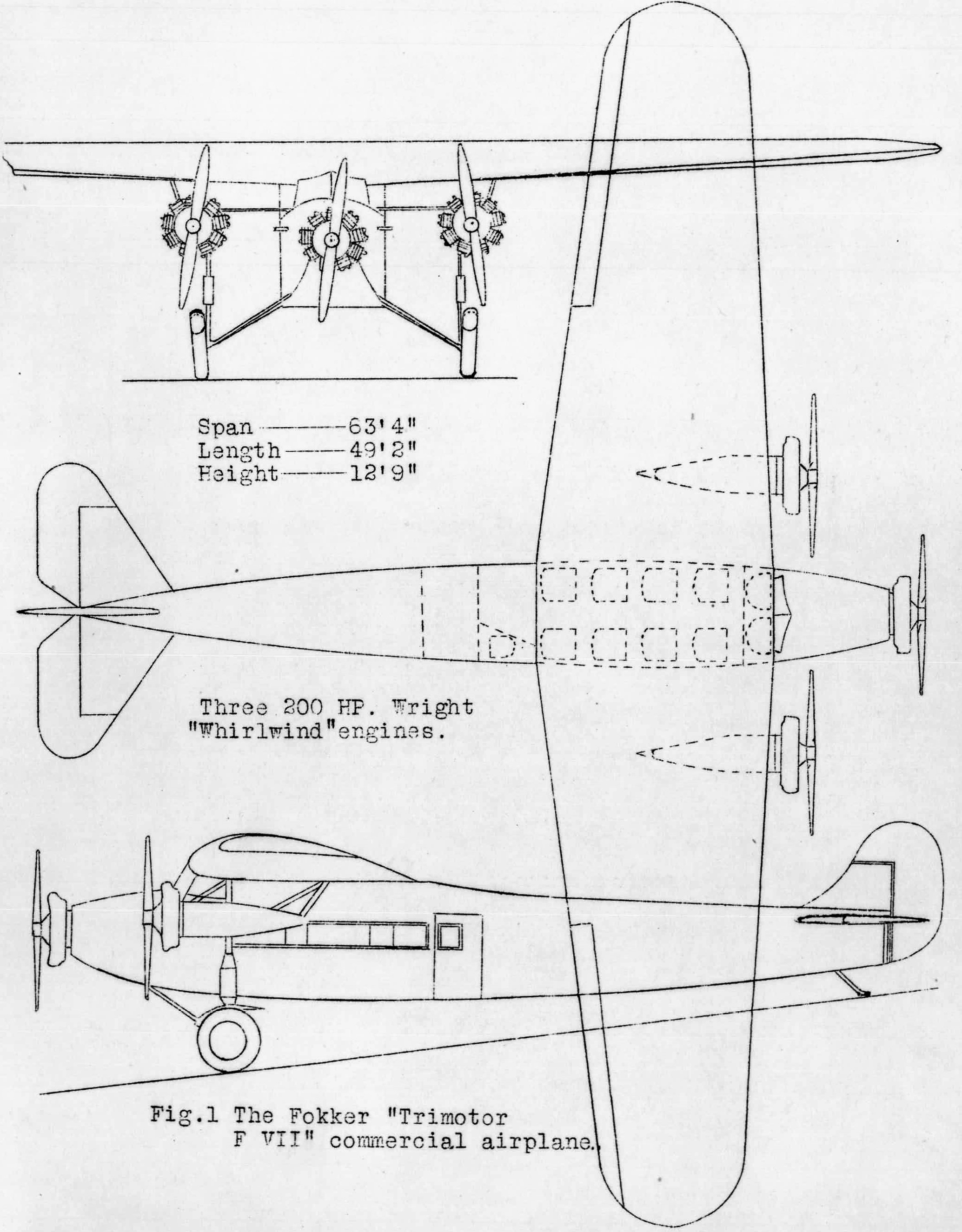
Схема Fokker F.VII из NACA Aircraft Circular No.74

- Тип двигателя, 3 x ПД Gnome Rhone Jupiter
- Мощность, л. с. 3 х 227
- Максимальная скорость, км/ч 197
- Крейсерская скорость, км/ч 165
- Практическая дальность, км 1600
- Практический потолок, м 2600
- Экипаж, чел 2
- Полезная нагрузка: до 8 пассажиров

## Эксплуатанты

### Гражданские
Бельгия
- SABENA (28)

 Дания
- Det Danske Luftfartselskab 3 F.VIIa.

 Франция
- CIDNA 7 F.VIIa.
- Air Orient 8 F.VIIb.
- STAR 1 F.VIIa.

 Королевство Италия
- Avio Linee Italiane: 1(?) F.VIIa и 6 OFM Ro.10 (F.VIIb/3m).
- Ala Littoria

 Королевство Венгрия
- Malert 2 F.VIIa: H-MFKA и H-MFKB (с 1932 HA-FKA и HA-FKB).

 Нидерланды
- KLM все 5 F.VII и 15 F.VIIa.

 Польша
- Aero 6 F.VIIa использовались в течение краткого периода в 1928 году, с 1.01.1929 все переданы PLL LOT.
- Polskie Linie Lotnicze LOT 6 F.VIIa и 13 F.VIIb/3m (1929-1939).

 Португалия
- Aero Portuguesa 1 F.VIIb/3m CS-AAM.

 Румыния
- CFRNA

 Испания
- CLASSA
- LAPE

 Швейцария
- Ad Astra Aero не менее 1 F.VIIb/3m
- Swissair 1 F.VIIa и 8 F.VIIb/3m.

 США
- American Airways, позже именовалась American Airlines.
- TWA
- Pan Am F.VIIb/3m.

### Военные

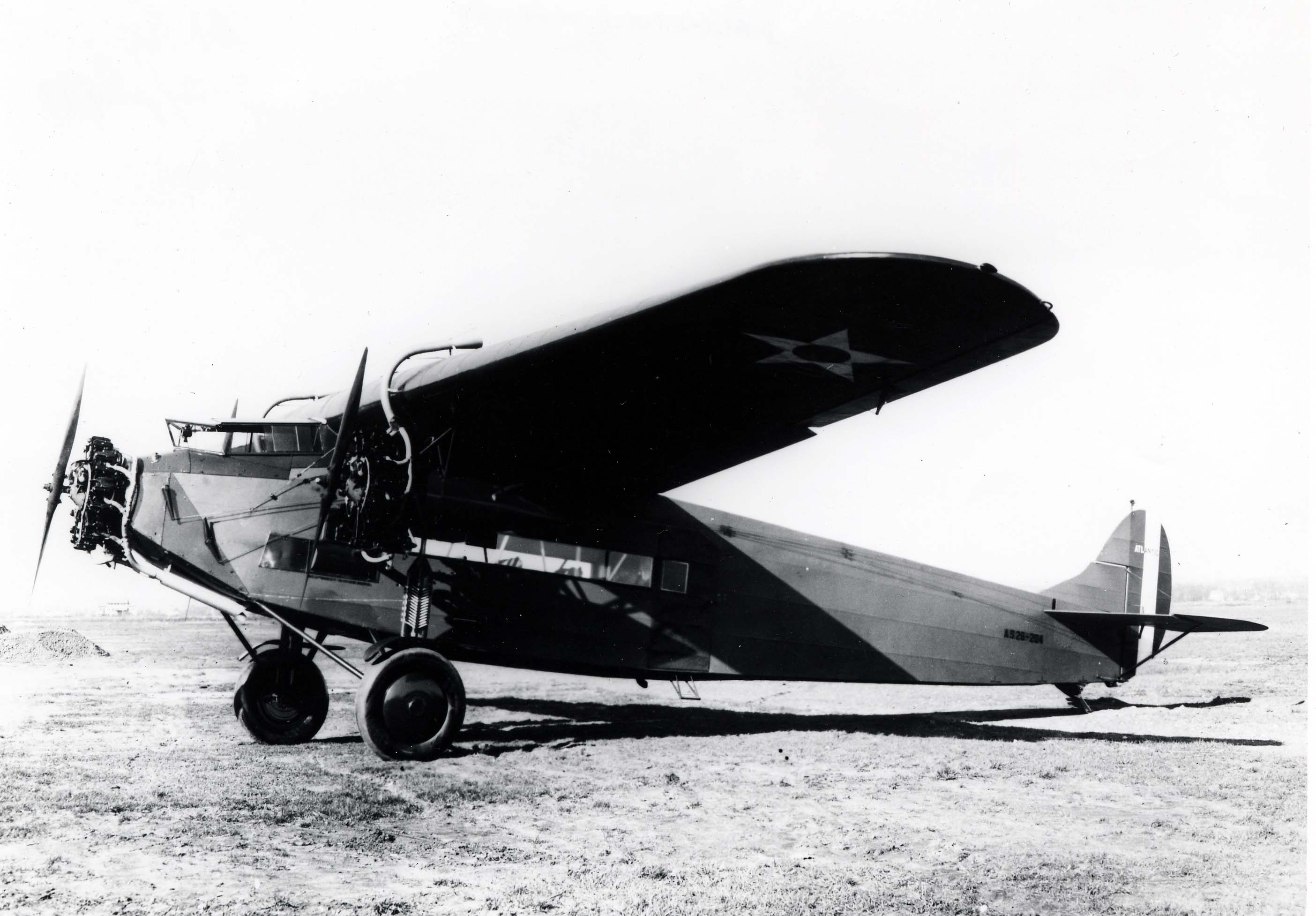
C-2 Воздушного корпуса Армии США

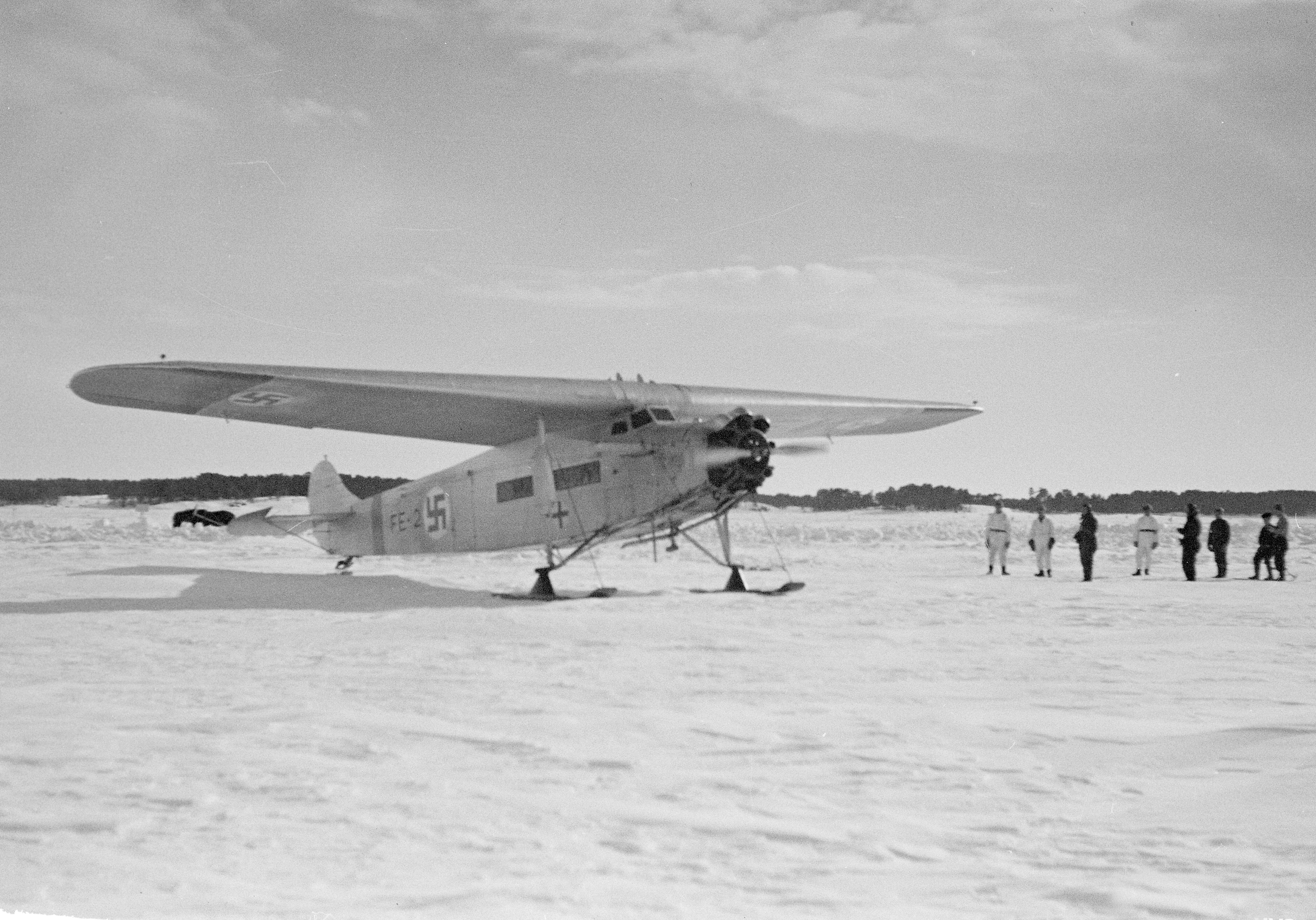
Финский F.VIIa (FE-2), 1942 год

Бельгия
- ВВС Бельгии

 Бельгийское Конго
- Force Publique

 Независимое государство Хорватия
- ВВС Независимого государства Хорватия: 7 бывших чехословацких машин.

 Чехословакия
- ВВС Чехословакии

 Эфиопия
- ВВС Эфиопии[4]

 Финляндия
- ВВС Финляндии 1 F.VIIa бортовой номер FE-2 (1941-1943).

 Франция
- ВВС Франции - 5 F.VIIa/3m и 2 F.VII/3m реквизированы у гражданских операторов в 1939/1940 гг.

 Королевство Венгрия
- ВВС Венгрии

 Королевство Италия
- Regia Aeronautica

 Нидерланды
- ВВС Нидерландов 3 бомбардировщика F.VIIa/3m.

 Польша
- ВВС Польши 21 F.VIIb/3m (20 из них лицензионной постройки) применялись как транспортные и бомбардировщики в 1929-1939 гг.
  - 1-й авиаполк (211-я, 212-я и 213-я бомбардировочные эскадры)

 Вторая Испанская Республика
- ВВС Испанской Республики, 4 самолёта действовали в Испанской Сахаре и ещё два в районе Мадрида.

 США
- Воздушный корпус Армии США  Atlantic-Fokker C-2, C-5 и C-7.[5]
- ВМС США и КМП США, первоначально именовались TA, затем RA[6]

 Королевство Югославия
- Королевские военно-воздушные силы Югославии